# Austriadactylus
Austriadactylus ist eine Gattung von langschwänzigen Flugsauriern aus der Obertrias (Mittleres bis Oberes Norium vor ca. 216 bis 208,5 Millionen Jahren). Die einzige bekannte Art der bislang monotypischen Gattung ist Austriadactylus cristatus aus der Seefeld-Formation in Tirol und der annähernd gleich alten Dolomia di Forni Formation in der Region Friaul-Julisch Venetien.

## Etymologie und Forschungsgeschichte
Der Gattungsname bezieht sich auf den Fundort des Holotypus in Österreich („Austria“) in Kombination mit der, bei Vertretern der Flugsaurier häufig verwendeten, Endung „-dactylus“, latinisiert nach dem altgriechischen δάκτυλος (dáktylos = „Finger“). Der Artzusatz „cristatus“ (Latein „kammtragend“) bezieht sich auf den auffälligen Knochenkamm am Schädel des Flugsauriers. Der Artname lässt sich grob also in etwa mit „Kammtragender Österreich-Finger“ übersetzen.
Die Erstbeschreibung von Gattung und Typusart erfolgte 2002 durch Fabio Marco Dalla Vecchia und eine Gruppe von Co-Autoren auf Basis des Holotypus SMNS 56342, ein weitgehend artikuliertes, nahezu vollständiges Skelett, aus einer verlassenen Grube im ehemaligen Bergbaurevier „Ankerschlag“ in der Gemeinde Seefeld in Tirol. In diesem Bergbaurevier wurden bis 1964 die Gesteine der Seefeld-Formation zur Gewinnung von Tiroler Steinöl bzw. Ichthyol abgebaut. 2009 wurde ebenfalls durch Dalla Vecchia ein zweites Exemplar (SC 332466), ein ebenfalls weitgehend artikuliertes Teilskelett, aus der Dolomia di Forni Formation der Region Friaul-Julisch Venetien in Italien beschrieben.

## Merkmale

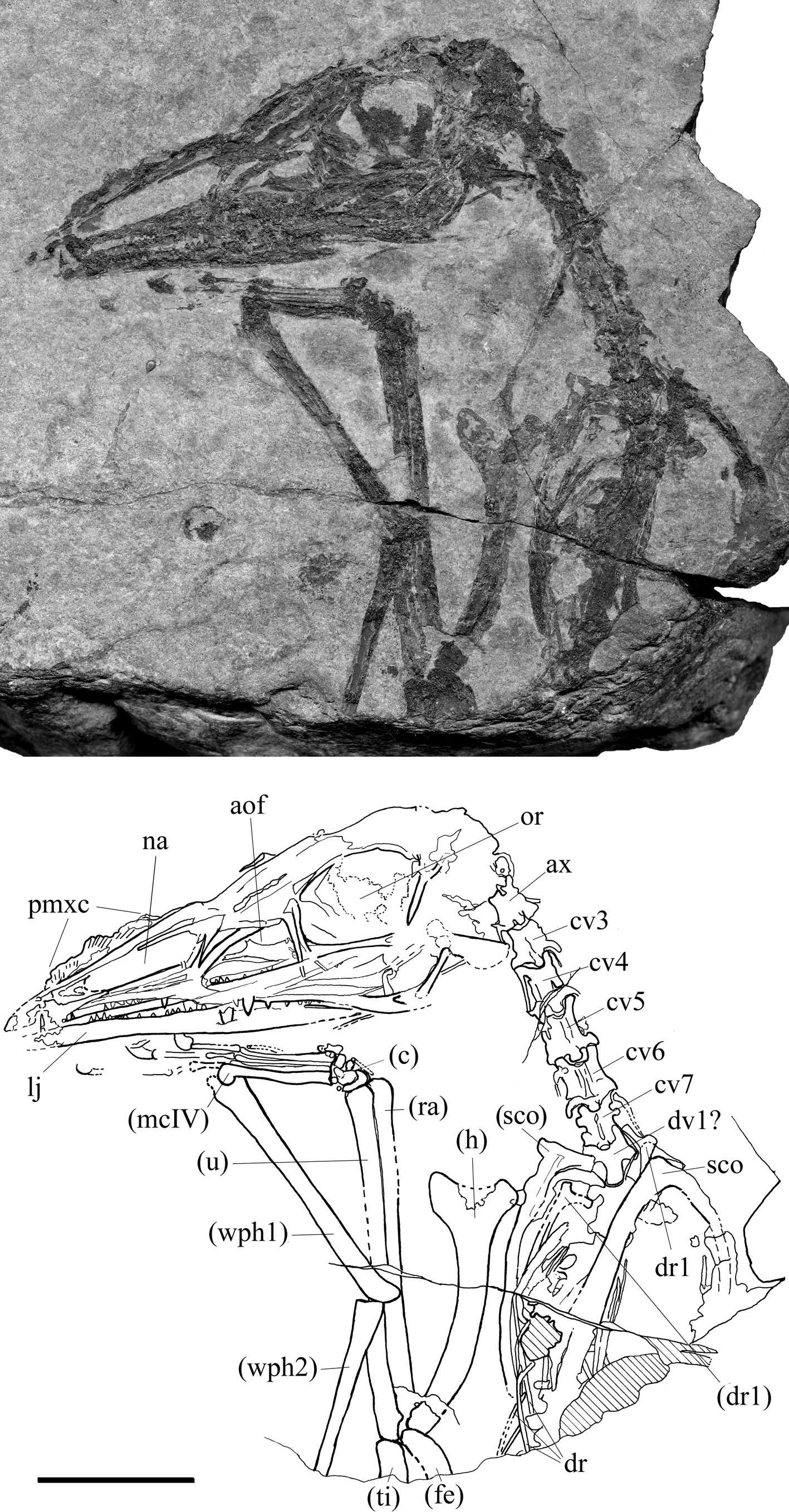
Fossil und Interpretationsskizze von Austriadactylus cristatus (SC 332466); Maßstabsbalken 2 cm. Aus: Dalla Vecchia, 2009.

(In der Beschreibung verwendete Abkürzungen beziehen sich auf die beiden Abbildungen aus Dalla Vecchia, 2009.)
Austriadactylus cristatus war ein langschwänziger Flugsaurier mit einer geschätzten Flügelspannweite von etwa 120 cm (SMNS 56342). Im Vergleich zu anderen Flugsauriern der Trias ist die Art damit relativ groß.
Auffälligstes Merkmal von Austriadactylus ist ein dünner Knochenkamm („ccr“) am Schädel, der sich sagittal von der Schnauzenspitze, entlang der Prämaxilla („pmx“), bis zwischen die Augenhöhlen („or“) zieht. Seine größte Ausdehnung mit einer Höhe von ca. 2 cm (SMNS 56342) erreicht dieser Knochenkamm im vorderen Bereich noch unmittelbar vor den Nasenfenstern („na“). In diesem Bereich zeigt der Kamm auch eine Skulpturierung aus feinen radial angeordneten Rippen. Austriadactylus ist damit neben Raeticodactylus aus der Obertrias der Schweiz einer der ältesten bekannten Flugsaurier mit einem solchen Knochenkamm am Schädel.
Ein weiteres auffälliges Merkmal von Austriadactylus ist seine heterodonte Bezahnung. Die vorderen Zähne der Prämaxilla („pmxt“) sind groß, spitzkonisch und schlank. Im mittleren Bereich der Maxilla („mx“) befinden sich ein bis zwei sehr große, bis zu 1 cm lange, klingenförmig abgeflachte Zähne mit einer fein gesägten Schneidkante („mxt“). Die ebenfalls abgeflachten Zähne („mxt“) im hinteren Bereich der Maxilla sind dagegen wesentlich kürzer, mit annähernd dreieckigem Umriss und weisen bis zu 12 winzige Nebenspitzen entlang der Schneidkanten auf. Die Zähne („sdt“) im vorderen Bereich des Unterkiefers („d“) sind ähnlich zu denen der Prämaxilla groß, spitzkonisch und schlank. Im hinteren Bereich des Unterkiefers befinden sich bis zu 25 kleine, blattförmige Zähnchen („dt“) mit jeweils 4–6 kleinen Nebenspitzen an jeder der beiden Schneidkanten. Die Größe dieser Zähnchen nimmt von den vorderen zu den hinteren Bereichen des Unterkiefers leicht ab. Heterodontie ist auch von anderen Flugsauriern der Obertrias bekannt.
Austriadactylus trug einen langen Schwanz. Im Gegensatz zu den meisten anderen langschwänzigen Flugsauriern ist die Schwanzwirbelsäule jedoch nicht durch extrem verlängerte Zygapophysen und Hämapophysen versteift, sondern war, wie auch die durchgebogene und teilweise disartikulierte Schwanzwirbelsäule am Holotypus (SMNS 56342) andeutet, zu Lebzeiten flexibel. Dieses Merkmal teilt Austriadactylus, mit der ebenfalls aus der Obertrias stammenden Gattung Eudimorphodon.
Das 2009 beschriebene zweite Exemplar (SC 332466) aus Italien brachte einige neue Erkenntnisse zur Anatomie des postkranialen Skeletts, die sich als bedeutsam für die systematische Zuordnung von Austriadactylus erwiesen. Die „Crista deltopectoralis“ („deltopectoral crest“), eine Knochenleiste am Oberarmknochen („h“), die als Muskelansatz dient und bei Flugsauriern besonders kräftig ausgebildet ist, ist abgerundet-dreieckig („subtriangular“) und gleicht eher der von Preondactylus, Peteinosaurus und Dimorphodon als der annähernd quadratischen von Eudimorphodon und anderen Vertretern der Campylognathoididae. Das erste Fingerglied des Flügels („wph 1“) ist kürzer als das zweite („wph 2“), ein Merkmal, das Austriadactylus ebenfalls mit Preondactylus, Peteinosaurus und Dimorphodon teilt, nicht jedoch mit den Campylognathoididae.

## Systematik
Austriadactylus wurde in der Erstbeschreibung von 2002 schlicht als basaler Vertreter der Pterosauria charakterisiert. David Unwin stellte Austriadactylus 2003, auf Basis des Holotypus (SMNS 56342), gemeinsam mit Eudimorphodon und Campylognathoides in die Klade der Campylognathoididae („der letzte gemeinsame Vorfahre von Eudimorphodon ranzii und Campylognathoides liasicus und alle seine Nachfahren“), betonte jedoch gleichzeitig auch, dass diese Zuordnung nur auf sehr schwachen Argumenten beruhe.
Dalla Vecchia revidierte im Rahmen der Beschreibung des zweiten Exemplars (SC 332466) 2009 diese Analyse und stellte Austriadactylus gemeinsam mit Preondactylus in eine eigene Klade abseits der Campylognathoididae. 2010 erkannten Brian Andres et al. die Klade der Campylognathoididae als polyphyletisch und erklärten sie für ungültig.
2014 fassten Andres et al. die bekannten obertriadischen Formen in der Klade der Eopterosauria zusammen und stellten sie den übrigen Vertretern der Flugsaurier („Macronychoptera“) gegenüber. Austriadactylus wurde gemeinsam mit Preondactylus in die Klade der Preondactylia innerhalb der Eopterosauria gestellt.

## Palökologie
Für Austriadactylus wird, wie für die Eopterosauria allgemein, eine überwiegend insektivore Ernährungsweise angenommen.
Die Sedimente der Seefeld-Formation wurden in kleinen, tiefen Meeresbecken innerhalb der Karbonatplattform entlang der Küsten der westlichen Paläotethys abgelagert. Am Grund dieser Becken herrschten anoxische Bedingungen, die ideale Voraussetzungen für die Fossilerhaltung boten. Neben den Bewohnern des Meeres selbst blieben in diesen Sedimenten auch eingeschwemmte Kadaver von Landtieren und -pflanzen der angrenzenden, inselartigen Landmassen fossil erhalten. Die Vegetationsdecke dieser Inseln setzte sich im Wesentlichen aus Koniferen (etwa Vertretern der Cheirolepidiaceae) zusammen, beinhaltete aber auch Palmfarne und Bärlapppflanzen und lässt auf ein heißes, arides Klima schließen. Austriadactylus teilte sich diesen Lebensraum unter anderem mit weiteren Vertretern der Eopterosauria sowie dem Protorosaurier Langobardisaurus.